# Vich VD
| VD ist das Kürzel für den Kanton Waadt in der Schweiz. Es wird verwendet, um Verwechslungen mit anderen Einträgen des Namens Vich zu vermeiden. |

Vich ist eine politische Gemeinde im Distrikt Nyon des Kantons Waadt in der Schweiz.

## Geographie
Vich liegt auf 456 m ü. M., 5 km nördlich des Bezirkshauptortes Nyon (Luftlinie). Das Dorf erstreckt sich am Jurasüdfuss, östlich des Flüsschens Serine, im äussersten Westen der Waadtländer Côte.
Die Fläche des nur gerade 1,6 km² grossen Gemeindegebiets umfasst einen Abschnitt am Jurafuss. Das langgestreckte, aber sehr schmale Gebiet reicht von der Mündung der Serine in die Promenthouse nordwärts entlang des Serine-Tals über das Siedlungsgebiet von Vich bis an den Rand des Naturschutzgebietes Bois de Chênes. Oberhalb dieses Waldgebietes wird am unteren Jurasüdhang mit 580 m ü. M. der höchste Punkt von Vich erreicht. Von der Gemeindefläche entfielen 1997 24 % auf Siedlungen, 26 % auf Wald und Gehölze und 50 % auf Landwirtschaft.
Zu Vich gehören einige Einzelhöfe. Nachbargemeinden von Vich sind Gland, Begnins, Bassins, Arzier-Le Muids, Genolier, Coinsins und Prangins.

## Bevölkerung
Mit 1177 Einwohnern (Stand 31. Dezember 2023) gehört Vich zu den kleineren Gemeinden des Kantons Waadt. Von den Bewohnern sind 78,2 % französischsprachig, 8,2 % englischsprachig und 5,9 % deutschsprachig (Stand 2000). Die Bevölkerungszahl von Vich belief sich 1900 auf 301 Einwohner. Nach 1980 (326 Einwohner) setzte eine rasante Bevölkerungszunahme mit einer Verdoppelung der Einwohnerzahl innerhalb von 20 Jahren ein.

## Wirtschaft
Vich war bis in die zweite Hälfte des 20. Jahrhunderts ein hauptsächlich durch die Landwirtschaft geprägtes Dorf. Heute spielt die Landwirtschaft als Erwerbsquelle nur noch eine untergeordnete Rolle, sie konzentriert sich auf den Weinbau und den Ackerbau. Weitere Arbeitsplätze sind im Gewerbe und im Dienstleistungssektor vorhanden. In der Nähe der Autobahn haben sich zahlreiche Gewerbe- und Industriebetriebe niedergelassen. In den letzten Jahrzehnten hat sich das Dorf zu einer Wohngemeinde entwickelt. Viele Erwerbstätige sind Wegpendler, die vor allem in Nyon und in Genf arbeiten.

## Verkehr
Die Gemeinde ist verkehrstechnisch hervorragend erschlossen. Sie liegt an der Hauptstrasse von Gland nach Saint-Cergue. Der Autobahnanschluss Gland an der A1 (Genf-Lausanne), welche das Gemeindegebiet durchquert, ist nur rund 1 km vom Ortskern entfernt. Durch die Postautolinien, die von Nyon nach Gimel und von Gland nach Burtigny verkehren, ist Vich an das Netz des öffentlichen Verkehrs angebunden. Von 1906 bis 1954 verkehrte durch Vich die Überlandstrassenbahn Gland–Begnins (GB).

## Geschichte
Das Gemeindegebiet von Vich war schon während der Römerzeit rege begangen. Es wurden ein römischer Meilenstein sowie eine Bronzestatue des Merkur gefunden. Die erste urkundliche Erwähnung des Ortes erfolgte 1164 unter dem Namen Vizo. Der Ortsname ist auf das lateinische Wort vicus (kleines Dorf, Gehöft) zurückzuführen. Seit dem Mittelalter unterstand die Kirche von Vich der Zisterzienserabtei Bonmont, das Dorf selbst gehörte aber zur Herrschaft Prangins.
Mit der Eroberung der Waadt durch Bern im Jahr 1536 kam Vich unter die Verwaltung der Vogtei Nyon. Nach dem Zusammenbruch des Ancien Régime gehörte das Dorf von 1798 bis 1803 während der Helvetik zum Kanton Léman, der anschliessend mit der Inkraftsetzung der Mediationsverfassung im Kanton Waadt aufging. 1798 wurde es dem Bezirk Nyon zugeteilt.

## Sehenswürdigkeiten
Die heutige reformierte Kirche Saint-Martin wurde im 12. Jahrhundert errichtet, Teile des Bauwerks gehen noch auf diese Zeit zurück. Im alten Ortskern sind einige typische Weinbauernhäuser aus dem 17. bis 19. Jahrhundert erhalten.

## Persönlichkeiten
- Vio Martin (1906–1986), Journalistin und Schriftstellerin